# Нуохой
Нуйхой (чеч. Нуйхой) — чеченский тайп, ответвление другого тайпа — Келой, нередко рассматривается, как его составная часть. Согласно традиционному делению входит в тукхум Шатой. Имеется гора Нуйхойн лам (Нуйхойн лам) «Нуйхойцев гора», на топографической карте 1984 года гора обозначена как Нуйкорт. Некоторые исследователи ошибочно относят род к соседнему тукхуму Чеберлой.